# 中国建设银公司
中国建设银公司（英語： China Development Finance Corporation）是二十世纪三、四十年代国民政府的工矿投资公营事业公司。。总部的“建设大楼”位于上海公共租界中区的江西路、福州路圆形路口的西南转角（今黄浦区江西中路181号），1994年被列为上海市第二批优秀历史建筑。
当时的各种“银公司”相当于现今的投资银行。最早的是1898年汇丰银行和怡和洋行成立的“中英银公司”。

## 历史
1933年秋，因为在军费问题上与蒋介石的分歧，宋子文辞去行政院副院长兼财政部部长、中央银行总裁等职。1934年5月31日，宋子文在上海汉口路7号创办中国建设银公司，注册资本1,000万元国币，来自11家大型商业银行（中国银行200万元、交通银行150万元、中央银行150万元、中国国货银行80万元、山西裕华银行50万元、中南银行25万元、中国实业银行25万元、金城银行25万元、上海商业储蓄银行20万元、浙江兴业银行20万元、大陆银行15万元、中国通商银行15万元、中国垦业银行15万元、四明银行15万元、国华商业银行15万元、浙江实业银行10万元、工商银行10万元、江浙商业储蓄银行10万元、东莱银行10万元、聚兴诚银行10万元、同丰永金号10万元），个人股东股本不到9%。行政院副院长、财政部长、中央银行总裁孔祥熙兼任董事长，宋子文（国民政府委员、全国经济委员会常委）、贝祖诒（中国银行上海分行经理、外汇部主任）任执行董事、宋子良任总经理，内设秘书处、设计处（潘铭新）、统计处、事业处（秦瑜）。与英、法、美等国合作在中国投资铁路矿山。1934年7月4日正式开业。主要业务包括：
- 代理政府债券发行
- 代理公司债发行
- 引进外资投资铁路建设。如“沪杭甬铁路借款合约”、京贛鐵路建设公债、钱塘江大桥、成渝铁路、川黔铁路特许公司
- 控制实业：包括淮南矿路公司、扬子电气公司（包括南京电厂和戚墅堰电厂）[5]、西京电厂、汉口既济水电公司、中国棉业公司、中国木业公司、中国矿业公司、南昌水电厂、武昌水电厂、庐山电气交通公司、咸阳酒精厂、首都电话公司、庐山升降电车等。战前工矿业总投资14,808,402元。

1938年6月28日，美国总统小罗斯福批准贷款1,000万美元给该公司用于购买美国汽油备战。
1944年1月，公营银行持有的股本按原票面价的2.25倍出让给一批要人，从此该公司成为私人控股公司。
1947年“黄金风潮”，建设银公司涉案8879万美元，宋子文退出该公司的持股。1946年公司复员回上海。1949年被中国人民解放军上海市军事管制委员会接管时，留在大陆的资产仅黄金12两。